# 1984年夏季残疾人奥林匹克运动会葡萄牙代表团
1984年夏季残疾人奥林匹克运动会葡萄牙代表团是葡萄牙派出的1984年夏季残疾人奥林匹克运动会代表团。获得4枚金牌、3枚银牌和7枚铜牌。